# Saison 2020-2021 de la Jeunesse sportive de Kabylie
Maillots
Chronologie
Saison précédente Saison suivante
La saison 2020-2021 de la Jeunesse sportive de Kabylie est la 52e saison consécutive du club en première division algérienne. Le club sort d'une saison où il obtient une quatrième place en championnat (championnat arrêté après 22 journées pour cause de pandémie) qualificative pour la Coupe de la confédération.
La saison est marquée par la pandémie de Covid-19, les rencontres se jouent à huis clos.
Une saison record qui se termine avec 57 matches joués, une finale de Coupe de la confédération (19 ans après celle de 2002), une Coupe de la Ligue remportée qui permet au club de mettre fin à 10 ans de disette et de rajouter une nouvelle ligne à son palmarès ainsi qu'une 5éme place au championnat.

## Transferts

### Transferts estivaux
| Nom      | Nationalité | Poste | Transfert | Provenance/Destination | Division |
| -------- | ----------- | ----- | --------- | ---------------------- | -------- |
| Arrivées |             |       |           |                        |          |
|          |             |       |           |                        |          |
| Départs  |             |       |           |                        |          |
|          |             |       |           |                        |          |

### Transferts hivernaux
| Nom      | Nationalité | Poste | Transfert | Provenance/Destination | Division |
| -------- | ----------- | ----- | --------- | ---------------------- | -------- |
| Arrivées |             |       |           |                        |          |
| Départs  |             |       |           |                        |          |

## Stage et matchs d'avant saison
La reprise de l'entraînement se déroule au mois d'octobre.

### Effectif professionnel
Le tableau suivant liste l'effectif professionnel de la JSK pour la saison 2020-2021.

### Joueurs en prêt
Le tableau suivant liste les joueurs en prêt pour la saison 2020-2021.

## Championnat d'Algérie
La Ligue 1 2020-2021 est la cinquante-sixième édition du Championnat d'Algérie de football et la huitième sous l'appellation « Ligue 1 ». L'épreuve est disputée par vingt clubs et se déroule par matches aller et retour, soit 38 rencontres. Les trois premières places de ce championnat sont qualificatives pour les compétitions africaines que sont la Ligue des champions et la Coupe de la confédération.

### Classement
| Rang | Équipe        | Pts | J  | G  | N  | P  | Bp | Bc | Diff | Qualification ou relégation                     |
| ---- | ------------- | --- | -- | -- | -- | -- | -- | -- | ---- | ----------------------------------------------- |
| 3    | JS Saoura -3* | 69  | 38 | 20 | 9  | 9  | 60 | 30 | +30  | Qualification pour la Coupe de la confédération |
| 4    | USM Alger     | 65  | 38 | 19 | 8  | 11 | 62 | 39 | +23  |                                                 |
| 5    | JS Kabylie L  | 61  | 38 | 17 | 10 | 11 | 44 | 33 | +11  | Qualification pour la Coupe de la confédération |
| 6    | MC Oran       | 60  | 38 | 15 | 15 | 8  | 51 | 37 | +14  |                                                 |
| 7    | MC Alger      | 57  | 38 | 15 | 12 | 11 | 59 | 43 | +16  |                                                 |

### Évolution du classement et des résultats
Phase aller
| Journée  | 01 | 02 | 03 | 04 | 05 | 06 | 07 | 08 | 09 | 10 | 11 | 12 | 13 | 14 | 15 | 1re place | 2e place | 3e place |
| -------- | -- | -- | -- | -- | -- | -- | -- | -- | -- | -- | -- | -- | -- | -- | -- | --------- | -------- | -------- |
| Rang     |    |    |    |    |    |    |    |    |    |    |    |    |    |    |    |           |          |          |
| Résultat |    |    |    |    |    |    |    |    |    |    |    |    |    |    |    | -         | -        | -        |

Phase retour
| Journée  | 16 | 17 | 18 | 19 | 20 | 21 | 22 | 23 | 24 | 25 | 26 | 27 | 28 | 29 | 30 | 1re place | 2e place | 3e place |
| -------- | -- | -- | -- | -- | -- | -- | -- | -- | -- | -- | -- | -- | -- | -- | -- | --------- | -------- | -------- |
| Rang     |    |    |    |    |    |    |    |    |    |    |    |    |    |    |    |           |          |          |
| Résultat |    |    |    |    |    |    |    |    |    |    |    |    |    |    |    | -         | -        | -        |

## Coupe d’Algérie
Coupe annulée en raison de l'impossibilité des clubs amateurs de participer à cause de la pandémie de COVID-19.

## Coupe de la Ligue
En 2021, à cause de la pandémie de Covid-19 et de l'absence d'activité des clubs amateurs, la FAF décide d'annuler la Coupe d'Algérie 2020-2021 en la remplaçant par la Coupe de la Ligue où seuls les clubs de division 1 participeront (le vainqueur de cette édition jouera la Coupe de la confédération 2021-2022).
Le club est exempté du tour préliminaire car il dispute la Coupe de la confédération.
Huitième de finale
| 8 mai 2021 | JS Kabylie                | 2 - 0 | NA Hussein Dey |                                                                                      |                                                                                      |
| 22ː30      | Kerroum 67e · Boualia 84e |       |                | Stade du 1er-Novembre-1954, Tizi Ouzou Spectateurs : / Arbitrage : Mehdi Abid Charef | Stade du 1er-Novembre-1954, Tizi Ouzou Spectateurs : / Arbitrage : Mehdi Abid Charef |

Quart de finale
| 4 juin 2021 | US Biskra | 0 - 2 | JS Kabylie                      |                                                                         |                                                                         |
| 17ː45       |           |       | 21e Tubal · 68e (pen.) Hamroune | Stade du 18-Février, Biskra Spectateurs : / Arbitrage : Nabil Boukhalfa | Stade du 18-Février, Biskra Spectateurs : / Arbitrage : Nabil Boukhalfa |

Demi-finale
| 9 juin 2021 | JS Kabylie | 1-0 | WA Tlemcen |                                                                              |                                                                              |
| 17ː30       | Tubal 60e  |     |            | Stade du 1er-Novembre, Tizi Ouzou Spectateurs : / Arbitrage : Abdelali Ibrir | Stade du 1er-Novembre, Tizi Ouzou Spectateurs : / Arbitrage : Abdelali Ibrir |

Finale
| 10 août 2021 | NC Magra                 | 2 - 2 a.p. 1 - 4 t. a. b. | JS Kabylie                         |                                                                             |                                                                             |
| 20ː00        | Demane 10e · Korichi 93e |                           | Boualia 37e · Haroun 120e          | Stade du 5-Juillet-1962, Alger Spectateurs : / Arbitrage : Mustapha Ghorbal | Stade du 5-Juillet-1962, Alger Spectateurs : / Arbitrage : Mustapha Ghorbal |
| 20ː00        | Belhamri                 | Tirs au but 1 - 4         | Souyad, Ghanem, Benchaira, Boualia | Stade du 5-Juillet-1962, Alger Spectateurs : / Arbitrage : Mustapha Ghorbal | Stade du 5-Juillet-1962, Alger Spectateurs : / Arbitrage : Mustapha Ghorbal |

## Coupe de la confédération
| Match    | Tour         | Club         | Aller | Total | Retour | Club       | Match    |
| -------- | ------------ | ------------ | ----- | ----- | ------ | ---------- | -------- |
| 183 (27) | Premier tour | USGN         | 1-2   | 1-4   | 0-2    | JS Kabylie | 184 (28) |
| 185 (29) | Barrage      | Stade Malien | 2-1   | 2-2   | 0-1    | JS Kabylie | 186 (30) |

- Phase de poules (Groupe B).

| Match    | Tour                          | Club           | Score | Club           |
| -------- | ----------------------------- | -------------- | ----- | -------------- |
| 187 (31) | Phase de poules, 1er journée  | JS Kabylie     | 1-0   | Coton Sport FC |
| 188 (32) | Phase de poules, 2eme journée | Napsa Stars    | 2-2   | JS Kabylie     |
| 189 (33) | Phase de poules, 3eme journée | RS Berkane     | 0-0   | JS Kabylie     |
| 190 (34) | Phase de poules, 4eme journée | JS Kabylie     | 0-0   | RS Berkane     |
| 191 (35) | Phase de poules, 5eme journée | Coton Sport FC | 1-2   | JS Kabylie     |
| 192 (36) | Phase de poules, 6eme journée | JS Kabylie     | 2-1   | Napsa Stars    |

- Classement du Groupe B.

| R | Club           | J | V | N | D | bp | bc | diff | pts | pays |
| - | -------------- | - | - | - | - | -- | -- | ---- | --- | ---- |
| 1 | JS Kabylie     | 6 | 3 | 3 | 0 | 7  | 4  | 3    | 12  |      |
| 2 | Coton Sport FC | 6 | 3 | 0 | 3 | 10 | 6  | 4    | 9   |      |
| 3 | RS Berkane     | 6 | 2 | 2 | 2 | 4  | 4  | 0    | 8   |      |
| 4 | Napsa Stars    | 6 | 1 | 1 | 4 | 5  | 12 | -7   | 4   |      |

- Quart de finale.

| Match    | Tour            | Club       | Aller | Total | Retour | Club       | Match    |
| -------- | --------------- | ---------- | ----- | ----- | ------ | ---------- | -------- |
| 193 (37) | Quart de finale | CS Sfaxien | 0-1   | 1-2   | 1-1    | JS Kabylie | 194 (38) |

- Demi-finale.

| Match    | Tour        | Club           | Aller | Total | Retour | Club       | Match    |
| -------- | ----------- | -------------- | ----- | ----- | ------ | ---------- | -------- |
| 195 (39) | Demi-finale | Coton Sport FC | 1-2   | 1-5   | 0-3    | JS Kabylie | 196 (40) |

- Finale.

| Match    | Tour   | Club            | Score | Club       |
| -------- | ------ | --------------- | ----- | ---------- |
| 197 (41) | Finale | Raja Casablanca | 2-1   | JS Kabylie |

## Buteurs
| Joueurs            | Championnat | Coupe de la Ligue | Coupe de la confédération | Total |
| ------------------ | ----------- | ----------------- | ------------------------- | ----- |
| Rédha Bensayah     | 5           | 0                 | 5                         | 10    |
| Abdussalam Tubal   | 7           | 2                 | 0                         | 9     |
| Rezki Hamroune     | 7           | 1                 | 0                         | 8     |
| Zakaria Boulahia   | 3           | 0                 | 3                         | 6     |
| Kouceila Boualia   | 2           | 2                 | 1                         | 5     |
| Massinissa Nezla   | 3           | 0                 | 2                         | 5     |
| Badreddine Souyad  | 0           | 0                 | 4                         | 4     |
| Walid Bencherifa   | 2           | 0                 | 2                         | 4     |
| Mohamed Kerroum    | 1           | 1                 | 1                         | 3     |
| Aziz Benabdi       | 2           | 0                 | 0                         | 2     |
| Tizi Bouali        | 2           | 0                 | 0                         | 2     |
| Sid Ahmed Houari   | 2           | 0                 | 0                         | 2     |
| Abdessamad Bounoua | 1           | 0                 | 0                         | 1     |
| Mohamed Benchaira  | 1           | 0                 | 0                         | 1     |
| Ait Abdesslem      | 1           | 0                 | 0                         | 1     |
| Juba Oukaci        | 0           | 0                 | 1                         | 1     |
| Malik Raiah        | 1           | 0                 | 0                         | 1     |
| Fouad Ghanem       | 1           | 0                 | 0                         | 1     |
| Ali Haroun         | 0           | 1                 | 0                         | 1     |
| Contre son camp    | 1           | 0                 | 2                         | 3     |
| Total              | 44          | 7                 | 21                        | 72    |